# Bahnstrecke Webster Mills–East Village
| Streckenlänge: | ca. 2 km             |                                        |                                        |
| Spurweite: | 1435 mm (Normalspur) |                                        |                                        |
| Zweigleisigkeit: | –                    |                                        |                                        |
| |                      |                                        |                                        |
| Eigentümer: | zuletzt PW&S         |                                        |                                        |
| Betriebsführung: | zuletzt B&A          |                                        |                                        |
| \| \| \| von Webster Junction \| \| \| \| 0 \| Webster Mills MA \| Webster Mills MA \| \| \| \| nach Webster \| \| \| \| \| French River \| \| \| \| \| Strecke Groton–Worcester \| \| \| \| \| Straßenbahn Worcester (Worcester Road) \| \| \| \| 2 \| East Village MA \| East Village MA \| |                      |                                        |                                        |
| Strecke (außer Betrieb) |                      | von Webster Junction                   | von Webster Junction                   |
| Bahnhof (Strecke außer Betrieb) | 0                    | Webster Mills MA                       | Webster Mills MA                       |
| Abzweig geradeaus und nach rechts (Strecke außer Betrieb) |                      | nach Webster                           | nach Webster                           |
| Brücke über Wasserlauf (Strecke außer Betrieb) |                      | French River                           | French River                           |
| Kreuzung geradeaus oben (Strecken außer Betrieb) |                      | Strecke Groton–Worcester               | Strecke Groton–Worcester               |
| Kreuzung (Strecken außer Betrieb) |                      | Straßenbahn Worcester (Worcester Road) | Straßenbahn Worcester (Worcester Road) |
| Kopfbahnhof Streckenende (Strecke außer Betrieb) | 2                    | East Village MA                        | East Village MA                        |

Die Bahnstrecke Webster Mills–East Village (auch East Village Branch) ist eine Eisenbahnstrecke in Massachusetts (Vereinigte Staaten). Sie ist etwa zwei Kilometer lang und verläuft im Stadtgebiet von Webster. Die normalspurige Strecke ist stillgelegt.

## Geschichte
Der Unternehmer Horatio Slater aus Webster besaß eine Reihe von Fabriken in der Stadt, von denen viele durch die bestehenden Eisenbahnen nicht angeschlossen waren. Um von der New York and New England Railroad, die die Stadt bediente, unabhängiger zu sein, beschloss er, eine eigene Eisenbahnstrecke zur Hauptstrecke der Boston and Albany Railroad nahe Worcester sowie eine Zweigstrecke nach East Village zu bauen, wo sich ebenfalls einige Fabriken Slaters befanden. Er erhielt 1882 die Konzession für die beiden Strecken und gründete die Providence, Webster and Springfield Railroad (PW&S). Im Juni 1884 ging die Zweigstrecke nach East Village zusammen mit der Hauptstrecke nach Webster Junction in Betrieb. Die Boston&Albany pachtete die Strecke und führte den Betrieb, kaufte sie jedoch nicht. Slaters Bahngesellschaft blieb während der gesamten Betriebszeit der Strecke ihr Eigentümer. Die Strecke diente nur dem Güterverkehr.
Bereits am 13. April 1940 beantragte die Bahngesellschaft die Stilllegung der Strecke, die jedoch zunächst nicht genehmigt wurde. Zusammen mit der Strecke nach Webster Junction wurde die Bahnstrecke schließlich 1958 stillgelegt und in der Folge abgebaut.

## Streckenbeschreibung
Die Strecke zweigte am Bahnhof Webster Mills aus der Bahnstrecke Webster Junction–Webster ab und führt nach Osten. Sie überquert den French River sowie die Bahnstrecke Groton–Worcester, beide Brücken sind noch vorhanden, werden jedoch nicht genutzt und verfallen. Die Trasse verläuft ostwärts und überquert die Worcester Road. Hier biegt sie nach Süden ab und endet in einem Industriegebiet, wo sich die meisten Güterkunden der Strecke befanden.